# Copa de Europa de baloncesto 1960-61
La cuarta edición de la Copa de Europa de Baloncesto fue ganada por el CSKA Moscú derrotando en la final al ASK Riga que hasta el momento había ganado las tres primeras ediciones de la competición. El CSKA perdió el primer partido 66-61 pero ganó el segundo partido por 87-62 para convertirse en el campeón de esta edición.

## Ronda preliminar
| Equipo 1             | Resultado total | Equipo 2           | Ida   | Vuelta |
| -------------------- | --------------- | ------------------ | ----- | ------ |
| Urania Geneva        | 107–164         | Idrolitina Bologna | 62–68 | 45–96  |
| Wissenschaft         | 110–171         | Levski-Spartak     | 54–85 | 56–86  |
| Heidelberg           | 125–180         | Legia Warsaw       | 67-91 | 58-89  |
| Galatasaray          | 137–96          | Olympiacos         | 72-41 | 65-55  |
| Sparta Bertrange     | 75–137          | Engelmann          | 27-53 | 48-84  |
| Sporting             | 92–149          | Antwerpse          | 51-62 | 41-87  |
| KFUM Söder           | 98–142          | OKK Belgrade       | 50-53 | 48-89  |
| The Wolves Amsterdam | 106–153         | Sparta Prague      | 52-57 | 54-96  |
| Stars Charleville    | 110–100         | Casablancais       | 55-47 | 55-53  |

## Octavos de final
| Equipo 1           | Resultado total | Equipo 2         | Ida   | Vuelta |
| ------------------ | --------------- | ---------------- | ----- | ------ |
| Galatasaray        | 79–93           | Hapoel Tel Aviv  | 40–39 | 39–54  |
| Stars Charleville  | 63–163          | CSKA Moscú       | 28-68 | 35-95  |
| Levski-Spartak     | 114–138         | Legia Warsaw     | 67-62 | 47-76  |
| Engelmann          | 100–159         | Real Madrid      | 53-85 | 47-74  |
| Antwerpse          | 68–47           | OKK Belgrade     | 66-47 | 2-0*   |
| Torpan Pojat       | 103–133         | Sparta Prague    | 56-65 | 47-68  |
| Idrolitina Bologna | 124–126         | Steaua Bucureşti | 70–56 | 54–70  |

*La vuelta del partido fue cancelada después de que la policía Yugoslaba rechazase garantizar la seguridad del equipo belga, cuyos miembros recibieron amenazas graves a su llegada a Belgrado, como resultado de la misteriosa muerte de Patrice Lulumba, primer ministro del Congo, el 11 de febrero de 1961. El gobierno soviético, aliado a Lulumba, culpó a los servicios secretos elgas como el instigador de su asesinato en la antigua colona belga, y esto se tradujo en varias revueltas en los países comunistas contra los intereses belgas. Como el partido de vuelta no se pudo jugar se le dio la victoria por 2 a 0 al Antwerpse.
Automáticamente clasificado para los cuartos de final.
-  ASK Riga (Campeón actual)

## Cuartos de final
| Equipo 1      | Resultado total | Equipo 2         | Ida   | Vuelta |
| ------------- | --------------- | ---------------- | ----- | ------ |
| ASK Riga      | 126–134         | Hapoel Tel Aviv  | 84–60 | 78–74  |
| Sparta Prague | 107–115         | Steaua Bucureşti | 60–50 | 47–65  |
| Legia Warsaw  | 145–183         | CSKA Moscú       | 72-98 | 73-85  |
| Antwerpse     | 128–177         | Real Madrid      | 62-89 | 66-88  |

## Semifinales
| Equipo 1    | Resultado total | Equipo 2         | Ida   | Vuelta |
| ----------- | --------------- | ---------------- | ----- | ------ |
| Real Madrid | 123–141         | ASK Riga         | 78-75 | 45-66  |
| CSKA Moscú  | 171–115         | Steaua Bucureşti | 98–58 | 73–5   |

## Final
| Equipo 1   | Resultado total | Equipo 2 | ida   | Vuelta |
| ---------- | --------------- | -------- | ----- | ------ |
| CSKA Moscú | 148–128         | ASK Riga | 87-62 | 61-66  |

Ida:Lenin Stadion, Moscú, 14 de julio de 1961; Asistencia:8,000
Vuelta:Daugava Stadion, Rīga, 22 de julio de 1961;Asistencia:15,000
| Campeón de la Copa de Europa de 1959-60 |
| --------------------------------------- |
| CSKA Moscú Primer título                |